# Death Row
Death Row var en legendarisk amerikansk klan som dominerade Quake-scenen mellan åren 1996 och 1998. Klanen blev ett av de allra första sponsrade lagen inom e-sport.
Klanen bildades 1996, av bland andra den välkända pro gamern Dennis Fong (alias Thresh), Reptile, Unholy, B2 och Frick. Klanen var som mest framgångsrik i fps-spelet Quake, då man så gott som under två års tid var obesegrade i de flesta turneringar man ställde upp i. Death Row fick dock se sig besegrade av den svenska klanen Clan 9 i Stockholm den 7 augusti 1998. Denna förlust skulle ses som slutet för Death Row då klanen så småningom upplöstes 1998 när flertalet av lagets spelare valt att sluta eller gå över till datorspelet Quake 2.  

## Medlemmar
Samtliga spelare var av amerikansk nationalitet. Nedan följer deras alias.
- D11-Thresh
- D2-B2
- D3-LittleDragon
- D4-Orion
- D5-Spear
- D6-Geiger
- D7-Twisted Killer
- D8-Reptile
- D9-Frick
- D10-Cross
- D12-Handiman
- D13-Unholy
- D15-Da5id

Senare medlemmar: D16-Makaveli, Immortal.